# District de Thạnh Hóa
Thạnh Hóa est un district de la province de Long An dans la delta du Mékong au sud du Viêt Nam. 

## Géographie
La superficie du district de Thạnh Hóa est de 455 km2. 
Le chef lieu du district est Thạnh Hóa.